# Abraham van den Kerckhoven
Abraham van den Kerckhoven (* um 1618 in Mechelen; † Ende Dezember 1701, begraben 9. Januar 1702 in Brüssel) war ein Organist und Komponist.

## Leben und Werk
Abraham van den Kerckhoven entstammte einer Musikerfamilie des 16. bis 18. Jahrhunderts. Weitere musikalisch tätige Mitglieder der Familie waren Antoine, Jean, Pierre, Philipp und Melchior van den Kerckhoven. Die Verwandtschaftsverhältnisse der Familie sind noch ungeklärt. Abraham van den Kerckhoven selbst sollte nach älterer Ansicht am 2. Mai 1627 in Brüssel getauft worden sein, doch nimmt man heute an, dass sich diese Taufeintragung auf einen Namensvetter bezieht und Kerckhoven ein knappes Jahrzehnt älter war.
1633 wurde Abraham van den Kerckhoven Organist der Kirche Sainte Catherine (Sint-Katharinakerk) in Brüssel. 1647 wurde er als Nachfolger von Johann Caspar von Kerll Hofmusiker und Organist des Erzherzogs Leopold Wilhelm von Österreich. Seit 1656 war er für mindestens 14 Jahre erster Organist der Königlichen Kapelle.
Kerckhovens Orgelwerke sind hauptsächlich durch eine Handschrift (Ms. II 3326) der Bibliothèque Royale in Brüssel überliefert. Es handelt sich um eine handgeschriebene Sammlung von Orgelnoten, die J. I. J. Cocquiel, Organist und Priester der Sint-Vincentiuskerk in Soignies, 1741 zusammenstellte. Die Handschrift, auch Cocquiel-Manuscript genannt, enthält 365 Stücke, die aber nur zu einem kleinen Teil ausdrücklich mit Kerckhovens Namen gekennzeichnet sind. Meist handelt es sich um kurze Versetten für den liturgischen Gebrauch, daneben enthält die Handschrift auch acht Fantasien, eine Fuge sowie drei Präludien und Fugen. Das Cocquiel-Manuscript wurde zuerst 1933 von Joseph Watelet als zweiter Band der Monumenta musicae Belgicae ediert; 1982 wurde ein Faksimile von Godelieve Spiessens publiziert. Wie viele der nicht namentlich gekennzeichneten Stücke des Cocquiel-Manuskriptes von Kerckhoven stammen, ist ungeklärt; einige Stücke der Sammlung sind jedenfalls von anderen Komponisten (Christian Erbach, Petrus Papen u. a.).
Kompositorisch orientierte sich Kerckhoven an seinem Vorgänger an der Kirche Sainte Catherine, Pieter Cornet, außerdem an Girolamo Frescobaldi, Johann Jakob Froberger und an der Figurationskunst Jan Pieterszoon Sweelincks. Manche Stücke enthalten typisch französische Registerbezeichnungen, während der abwechselnd freie oder imitative Kontrapunkt einiger Präludien an die norddeutsche Orgelschule erinnert.